# Az s-mező fémei
Az s-mező fémjei kis elektronegativitású alkáli- és alkáliföldfémek. Igen reakcióképes elemek. A periódusos rendszer első két főcsoportjában találhatóak. Tiszta állapotban ezüstszínűek. Kis sűrűségű, lágy fémek, késsel vághatóak, illetve könnyen karcolható felülettel rendelkeznek. Az elektromos áramot jól vezetik. Levegőn oxidálódnak, ezért az alkálifémeket és a báriumot (kivéve lítium) petróleum alatt tartják. A lítiumot, kalciumot és stronciumot csak lezárt üvegben tárolják.
Oxigénnel való heves reakciójuk mutatja, hogy remek redukálószerek. Halogénekkel olvadt állapotban reagálnak. Az s-mező fémjei nagy, negatív standardpotenciálú elemek, a vizet hidrogén gáz fejlődése közben bontják. Jellemző rájuk, hogy színesre festik a színtelen lángot, mert lazán kötött vegyértékelektronjuk már kis energiával is gerjeszthetőek.

## Ipari felhasználásuk
A rubídiumot és a céziumot fotocellákban katódnak használják. A nátriumot speciális világítótestek töltésére, Na-lámpák készítéséhez használják. Sokan közülük pl. a berillium és a magnézium is fontos ötvözőelem, melyek a fémek keménységét határozzák meg. A kohászati és kémiai iparban ezeket a fémeket redukálószerekként alkalmazzák. például szerves oldószerek víztelenítésére.

## Élettani hatásuk
Nagy részük az elsődleges, illetve másodlagos biogén elemek közé tartoznak. Azonban, amellett, hogy élőlények számára létfontosságú elemeket rejt az s-mező, akadnak köztük mérgezőek is. Ilyenek pl a berillium és a bárium vízben oldódó vegyületei.